# Klášter Slaný
Původně františkánský klášter, dnes klášter řádu bosých karmelitánů při kostele Nejsvětější Trojice ve Slaném. Je to barokní stavba z roku 1662. Nachází se v parku vedle hřbitova na Hlaváčkově náměstí čp. 221. Areál hřbitovního kostela s klášterem stojí severně od centra města a je chráněn jako nemovitá Kulturní památka České republiky.

## Historie

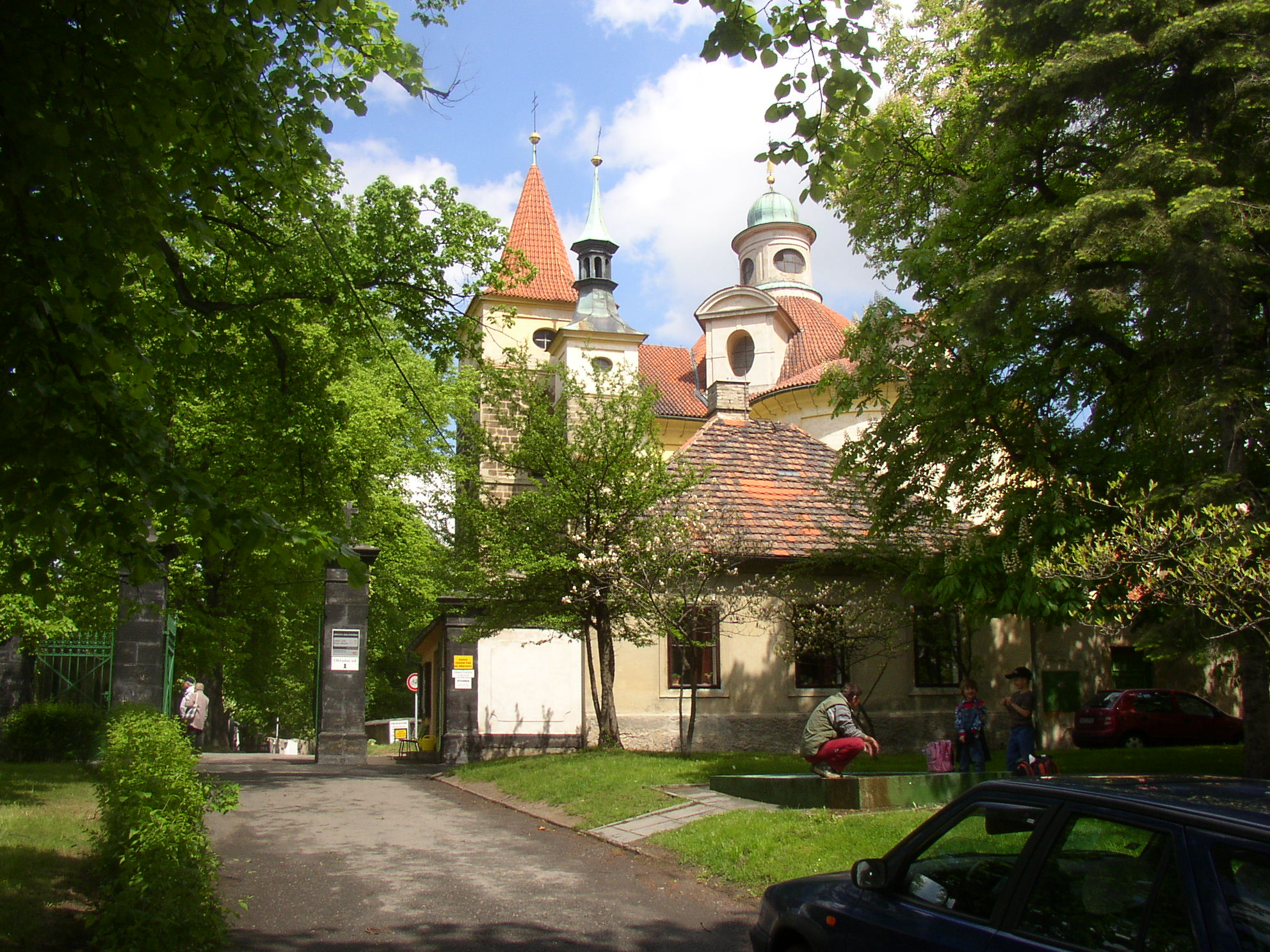
Klášter a kostel Nejsvětější Trojice ve Slaném

Klášter byl postaven mezi lety 1655–1662, tedy v době, kdy byl obnoven kostel po zničení ve třicetileté válce roku 1623 z iniciativy českého katolického šlechtice, tehdejšího vlastníka slánského panství, Bernarda Ignáce Jana z Martinic a jeho manželky Veron iky Polyxeny, rozené Holické ze Šternberka. Již před dokončením byl klášter předán řádu františkánů, kterí přišli ze Znojma. Byli to p. Alexandr Radlinský a p. Serafín Fridrich. Ti po příchodu do Slaného zprvu provizorně přebývali v domě na náměstí (nynějším čp. 8) a do nově budovaného kláštera ve stráni nad městem se nastěhovali v roce 1658, jak byla hotova první etapa stavby. Roku 1665 V letech 1655–1662 k němu byl přistaven klášter, kostel byl obnoven. 28. června 1665 po slavné bohoslužbě, kdy zakladatel Martinic se svou druhou manželkou, Zuzanou Polyxenou z Ditrichštejna, konal v refektáři hostinu, zachvátil klášter úmyslně založený požár. Jeho následkem se zřítila jedna z věží kostela, probořila klenbu chrámu a zvony byly roztaveny. Martinic dal škody opravit a při následné rekonstrukci byla také rozšířena loď kostela.  Roku 1690 bylo při klášteře zřízeno filozofické studium.
Od roku 1728 byly v aleji lip při cestě ke klášteru osazovány sochy Krista Spasitele, Panny Marie Bolestné a tří svatých patronů řádu františkánů, v letech 1891-1893 přenesené ke kostelu, z nich dvě poškozené (sv. František, sv. Antonín Paduánský) nahradil novými slánský sochař a kameník Adolf Havel.

### Josefínské reformy
Roku 1782 měl být klášter dekretem císaře Josefa II. zrušen, do kláštera dokonce dorazil komisař k soupisu majetku, nicméně z neznámých důvodů bylo od zrušení upuštěno. Roku 1786 byl konvent pouze personálně redukován. Návrh na zrušení byl předložen ještě roku 1795, s tím, že budovy mají být předány piaristům (srv. piaristická kolej ve Slaném) a ještě císař František I. roku 1802 vydal nařízení o nutnosti předání budov. Ke zrušení kláštera ale nedošlo, o což se zasloužil majitel panství Karel Clam-Martinic, jenž se u císaře přimluvil.

### 20. století
Františkáni zde byli do roku 1950, kdy byl klášter komunistickým režimem násilně uzavřen a mniši vystěhováni. Mezi lety 1950–1989 měl různorodé využití, např. skladiště a sídlo autoškoly Svazarmu.
Roku 1992 byl vrácen ve velmi špatném technickém stavu františkánům, kteří ho v roce 1995 darovali bosým karmelitánům. Od roku 1996 ve Slaném žije a působí malá komunita bosých karmelitánů, kteří zahájili rozsáhlou rekonstrukci kláštera.